# Morne Ramos
Morne Ramos ist der Gipfel der Insel Félicité im Inselstaat Seychellen im Indischen Ozean.

## Geographie
Der Hügel erreicht eine Höhe von 220 m. Er liegt in der Mitte der Insel und ist Teil des Ramos National Parks.